# Llista de topònims de Peramola
Llista de topònims (noms propis de lloc) del municipi de Peramola, a l'Alt Urgell
Informació actualitzada per un bot. Els canvis manuals es perdran quan s'actualitzi!

## cabana
| imatge | Nom                      | Ubicat a | instància de | Detalls | coordenades                                                         | Protecció | Commons (més fotos) | Dades a WD                    |
| ------ | ------------------------ | -------- | ------------ | ------- | ------------------------------------------------------------------- | --------- | ------------------- | ----------------------------- |
|        | barraca de Coll de Creus | Peramola | cabana       |         | 42° 05′ 57″ N, 1° 13′ 28″ E / 42.0991678839436°N,1.22457957303199°E |           |                     | Modifica les dades a Wikidata |
|        | barraca del Pubill       | Peramola | cabana       |         | 42° 03′ 16″ N, 1° 17′ 49″ E / 42.0545681560532°N,1.29696394925815°E |           |                     | Modifica les dades a Wikidata |
|        | corral de Remolins       | Peramola | cabana       |         | 42° 07′ 08″ N, 1° 17′ 05″ E / 42.118872515523°N,1.2847314994394°E   |           |                     | Modifica les dades a Wikidata |

## embassament
| imatge | Nom            | Ubicat a                                             | instància de                                                 | Detalls                                         | coordenades                                                                    | Protecció                                  | Commons (més fotos) | Dades a WD                    |
| ------ | -------------- | ---------------------------------------------------- | ------------------------------------------------------------ | ----------------------------------------------- | ------------------------------------------------------------------------------ | ------------------------------------------ | ------------------- | ----------------------------- |
|        | pantà d'Oliana | Oliana Peramola Coll de Nargó                        | embassament Ús: energia hidroelèctrica regadiu aigua potable | Superfície: 433ha Volum: 12.6hm³ Conca: 2762km² | 42° 05′ 56″ N, 1° 17′ 47″ E / 42.09896944444444°N,1.296422222222222°E 518 msnm | bé integrant del patrimoni cultural català | Pantà d'Oliana      | Modifica les dades a Wikidata |
|        | pantà de Rialb | la Baronia de Rialb Tiurana Bassella Oliana Peramola | embassament                                                  | Conca: 3320km²                                  | 41° 56′ 25″ N, 1° 11′ 38″ E / 41.94037222°N,1.193775°E                         |                                            | Pantà de Rialb      | Modifica les dades a Wikidata |

## entitat singular de població
| imatge | Nom            | Ubicat a | instància de                                   | Detalls | coordenades                                                       | Protecció | Commons (més fotos) | Dades a WD                    |
| ------ | -------------- | -------- | ---------------------------------------------- | ------- | ----------------------------------------------------------------- | --------- | ------------------- | ----------------------------- |
|        | Castell-llebre | Peramola | entitat singular de població                   | 3 hab   | 42° 05′ 06″ N, 1° 17′ 22″ E / 42.085°N,1.28943°E 677 msnm         |           | Castell-llebre      | Modifica les dades a Wikidata |
|        | Cortiuda       | Peramola | entitat singular de població                   | 5 hab   | 42° 05′ 18″ N, 1° 14′ 02″ E / 42.088286°N,1.233926°E 1001 msnm    |           | Cortiuda            | Modifica les dades a Wikidata |
|        | Nuncarga       | Peramola | entitat singular de població                   | 28 hab  | 42° 02′ 42″ N, 1° 17′ 15″ E / 42.04488889°N,1.28741389°E 499 msnm |           | Nuncarga            | Modifica les dades a Wikidata |
|        | Peramola       | Peramola | entitat singular de població capital municipal | 249 hab | 42° 03′ 32″ N, 1° 16′ 03″ E / 42.05896542°N,1.26755281°E 576 msnm |           |                     | Modifica les dades a Wikidata |
|        | Tragó de Segre | Peramola | entitat singular de població                   | 64 hab  | 42° 03′ 44″ N, 1° 17′ 51″ E / 42.06222222°N,1.2975°E 462 msnm     |           | Tragó de Segre      | Modifica les dades a Wikidata |

## església
| imatge | Nom                                            | Ubicat a | instància de                         | Detalls                                   | coordenades                                                         | Protecció                                  | Commons (més fotos)               | Dades a WD                    |
| ------ | ---------------------------------------------- | -------- | ------------------------------------ | ----------------------------------------- | ------------------------------------------------------------------- | ------------------------------------------ | --------------------------------- | ----------------------------- |
|        | Ermita de Sant Honorat                         | Peramola | església ermita jaciment arqueològic | Estil: arquitectura popular Estat: ruïnós | 42° 04′ 58″ N, 1° 16′ 15″ E / 42.082651°N,1.270835°E                | bé integrant del patrimoni cultural català | Sant Honorat de Peramola          | Modifica les dades a Wikidata |
|        | Sant Gilibert                                  | Peramola | església capella                     | Estat: ruïnós                             | 42° 06′ 38″ N, 1° 17′ 43″ E / 42.110658°N,1.295399°E 885 msnm       |                                            |                                   | Modifica les dades a Wikidata |
|        | Sant Martí de Cortiuda                         | Peramola | església                             | Estil: arquitectura romànica              | 42° 05′ 14″ N, 1° 13′ 53″ E / 42.087105°N,1.23141°E 970 msnm        | bé cultural d'interès local                | Sant Martí de Cortiuda            | Modifica les dades a Wikidata |
|        | Sant Martí de Mont-lleví                       | Peramola | església                             | Estil: arquitectura romànica              | 42° 03′ 37″ N, 1° 14′ 42″ E / 42.060159°N,1.244938°E                | bé integrant del patrimoni cultural català |                                   | Modifica les dades a Wikidata |
|        | Sant Miquel de Peramola Nou                    | Peramola | església                             |                                           | 42° 03′ 26″ N, 1° 16′ 03″ E / 42.057321°N,1.26754°E                 | bé cultural d'interès local                | Sant Miquel de Peramola Nou       | Modifica les dades a Wikidata |
|        | Sant Miquel de Peramola Vell                   | Peramola | església                             | Estil: arquitectura romànica              | 42° 03′ 24″ N, 1° 16′ 08″ E / 42.056735°N,1.269006°E                | bé cultural d'interès local                | Sant Miquel de Peramola Vell      | Modifica les dades a Wikidata |
|        | Sant Salvador del Corb                         | Peramola | església                             | Estil: arquitectura romànica              | 42° 04′ 34″ N, 1° 15′ 43″ E / 42.076053°N,1.261993°E 941 msnm       | bé cultural d'interès local                | Sant Salvador del Corb            | Modifica les dades a Wikidata |
|        | Santa Llúcia de Tragó                          | Peramola | església                             | Estil: arquitectura romànica              | 42° 03′ 24″ N, 1° 17′ 51″ E / 42.05665°N,1.297453°E                 | bé cultural d'interès local                | Santa Llúcia de Tragó             | Modifica les dades a Wikidata |
|        | Santa Maria de Castell-llebre                  | Peramola | església edifici històric            | Estil: arquitectura romànica              | 42° 05′ 06″ N, 1° 17′ 24″ E / 42.085114°N,1.28988°E                 | bé cultural d'interès local                | Mare de Déu de Castell-llebre     | Modifica les dades a Wikidata |
|        | Santa Maria de Remolins                        | Peramola | església                             |                                           | 42° 07′ 17″ N, 1° 17′ 30″ E / 42.1213607348693°N,1.29172829991067°E |                                            |                                   | Modifica les dades a Wikidata |
|        | capella de Sant Joan Evangelista de la Penella | Peramola | església capella                     | Estil: arquitectura popular               | 42° 06′ 20″ N, 1° 17′ 49″ E / 42.105417°N,1.297062°E                | bé integrant del patrimoni cultural català | Sant Joan de la Penella           | Modifica les dades a Wikidata |
|        | capella de can Boix                            | Peramola | església capella                     | Estil: arquitectura popular               | 42° 04′ 17″ N, 1° 16′ 32″ E / 42.071388°N,1.275553°E                | bé integrant del patrimoni cultural català | Mare de Déu de Gràcia de can Boix | Modifica les dades a Wikidata |
|        | el Roser de Peramola                           | Peramola | església                             | Estil: arquitectura popular               | 42° 03′ 36″ N, 1° 16′ 12″ E / 42.060008°N,1.269866°E                | bé integrant del patrimoni cultural català | El Roser de Peramola              | Modifica les dades a Wikidata |
|        | el Roser de la Móra de Cortiuda                | Peramola | església                             | Estil: arquitectura popular               | 42° 04′ 40″ N, 1° 14′ 25″ E / 42.077643°N,1.240277°E                | bé integrant del patrimoni cultural català | El Roser de la Móra de Cortiuda   | Modifica les dades a Wikidata |

## font
| imatge | Nom              | Ubicat a | instància de | Detalls | coordenades                                                       | Protecció | Commons (més fotos) | Dades a WD                    |
| ------ | ---------------- | -------- | ------------ | ------- | ----------------------------------------------------------------- | --------- | ------------------- | ----------------------------- |
|        | font Viva        | Peramola | font         |         | 42° 04′ 35″ N, 1° 16′ 04″ E / 42.076289056051°N,1.2677462798898°E |           |                     | Modifica les dades a Wikidata |
|        | font de Juncars  | Peramola | font         |         | 42° 05′ 50″ N, 1° 16′ 32″ E / 42.097121885437°N,1.2756439724646°E |           |                     | Modifica les dades a Wikidata |
|        | font del Capellà | Peramola | font         |         | 42° 04′ 26″ N, 1° 17′ 35″ E / 42.073968654607°N,1.2931943153496°E |           |                     | Modifica les dades a Wikidata |
|        | font del Móra    | Peramola | font         |         | 42° 03′ 09″ N, 1° 16′ 28″ E / 42.0525563714883°N,1.274432508804°E |           |                     | Modifica les dades a Wikidata |

## jaciment arqueològic
| imatge | Nom                                         | Ubicat a | instància de         | Detalls | coordenades | Protecció                                  | Commons (més fotos) | Dades a WD                    |
| ------ | ------------------------------------------- | -------- | -------------------- | ------- | --- | ------------------------------------------ | ------------------- | ----------------------------- |
|        | Taller d'indústria de Lo Boix               | Peramola | jaciment arqueològic |         | 42° 04′ 08″ N, 1° 16′ 47″ E / 42.068838°N,1.279854°E ca:Un quilòmetre després de passar el trencant que porta a l'Hostal del Boix, la carretera fa una corba molt tancada cap a l'esquerra, de la qual surten dues pistes. Cal prendre la pista de la dreta que travessa plana uns camps de conreu fins passar el camí que porta al cementiri. Es troba als camps situats per sobre de la pista, just després de passar aquest camí. | bé integrant del patrimoni cultural català |                     | Modifica les dades a Wikidata |
|        | camí dels Obacs de Cal Tonillo              | Peramola | jaciment arqueològic |         | 42° 02′ 43″ N, 1° 16′ 05″ E / 42.04539°N,1.268029°E ca:Per la pista que, des de Peramola, porta a la masia del Forner. Poc abans d'arribar-hi en obrir una pista a mà dreta, es localitzaren dos choopers de grans dimensions, fa uns vint anys. | bé integrant del patrimoni cultural català |                     | Modifica les dades a Wikidata |
|        | jaciment arqueològic de La Costa del Rumbau | Peramola | jaciment arqueològic |         | 42° 04′ 37″ N, 1° 17′ 11″ E / 42.077034°N,1.286366°E ca:Per la pista que, de Cal Boix, porta a Castell-llebre a un quilòmetre des de l'Hostal del Boix, cal deixar el vehicle i pujar els talussos que hi ha entre la pista i la Roca de Rumbau. | bé integrant del patrimoni cultural català |                     | Modifica les dades a Wikidata |
|        | jaciment de la Vinya                        | Peramola | jaciment arqueològic |         | 42° 04′ 10″ N, 1° 17′ 29″ E / 42.069341°N,1.291311°E ca:Abans d'arribar a la recta on hi ha el trencall cap a Cal Boix (a la dreta) i cap a Tragó (a l'esquerra), surt una pista a mà dreta que travessa uns camps conreats i acaba a uns 4000 metres més enllà. El jaciment és a l'esquerra de la pista, en uns camps que hi ha abans de que aquesta s'acabi, plantats de vinya.                                                    | bé integrant del patrimoni cultural català |                     | Modifica les dades a Wikidata |
|        | jaciment de la Vinya del Taulé              | Peramola | jaciment arqueològic |         | 42° 04′ 02″ N, 1° 16′ 41″ E / 42.067091°N,1.277931°E ca:Poc abans d'arribar al barri del Roser, situat a l'entrada del poble, la carretera fa un fort revolt a l'esquerra. Del mig de la corba surten dues pistes a mà dreta. El jaciment es troba al camp situat entre aquestes pistes, just a sobre de la primera. | bé integrant del patrimoni cultural català |                     | Modifica les dades a Wikidata |
|        | jaciment del Tossal de Cortiuda             | Peramola | jaciment arqueològic |         | 42° 05′ 25″ N, 1° 14′ 45″ E / 42.090228°N,1.245844°E | bé integrant del patrimoni cultural català |                     | Modifica les dades a Wikidata |

## masia
| imatge | Nom                    | Ubicat a | instància de | Detalls | coordenades                                                         | Protecció | Commons (més fotos) | Dades a WD                    |
| ------ | ---------------------- | -------- | ------------ | ------- | ------------------------------------------------------------------- | --------- | ------------------- | ----------------------------- |
|        | Cal Bernadí            | Peramola | masia        |         | 42° 05′ 22″ N, 1° 14′ 00″ E / 42.0893172848159°N,1.23346319988401°E |           |                     | Modifica les dades a Wikidata |
|        | Cal Cambrer            | Peramola | masia        |         | 42° 05′ 18″ N, 1° 14′ 01″ E / 42.0882133589419°N,1.2337114727995°E  |           |                     | Modifica les dades a Wikidata |
|        | Cal Jou                | Peramola | masia        |         | 42° 05′ 55″ N, 1° 17′ 12″ E / 42.0985449315689°N,1.28666942509668°E |           |                     | Modifica les dades a Wikidata |
|        | Cal Llac               | Peramola | masia        |         | 42° 06′ 12″ N, 1° 17′ 19″ E / 42.1034367639415°N,1.28858153701327°E |           |                     | Modifica les dades a Wikidata |
|        | Cal Tarragona          | Peramola | masia        |         | 42° 05′ 29″ N, 1° 17′ 13″ E / 42.0912541828965°N,1.2869503431065°E  |           |                     | Modifica les dades a Wikidata |
|        | Can Boix               | Peramola | masia        |         | 42° 04′ 17″ N, 1° 16′ 33″ E / 42.0714825453214°N,1.27591430440742°E |           |                     | Modifica les dades a Wikidata |
|        | Can Tejan              | Peramola | masia        |         | 42° 05′ 21″ N, 1° 14′ 19″ E / 42.0892439669652°N,1.23865229234754°E |           |                     | Modifica les dades a Wikidata |
|        | Casa d'Aubenç          | Peramola | masia        |         | 42° 06′ 55″ N, 1° 14′ 56″ E / 42.1153635089168°N,1.24877914478521°E |           |                     | Modifica les dades a Wikidata |
|        | Casa de Nerola         | Peramola | masia        |         | 42° 03′ 59″ N, 1° 16′ 20″ E / 42.066282520356°N,1.27209060982725°E  |           |                     | Modifica les dades a Wikidata |
|        | Caseta de la Móra      | Peramola | masia        |         | 42° 04′ 02″ N, 1° 14′ 16″ E / 42.0672296902727°N,1.23784697877292°E |           |                     | Modifica les dades a Wikidata |
|        | Cotarroi               | Peramola | masia        |         | 42° 06′ 31″ N, 1° 17′ 15″ E / 42.1085731889564°N,1.28757252144969°E |           |                     | Modifica les dades a Wikidata |
|        | Juncars                | Peramola | masia        |         | 42° 05′ 36″ N, 1° 16′ 30″ E / 42.0933337722263°N,1.27487506828589°E |           |                     | Modifica les dades a Wikidata |
|        | Mas de la Font de l'Ou | Peramola | masia        |         | 42° 02′ 33″ N, 1° 14′ 39″ E / 42.0423975406942°N,1.24416377760845°E |           |                     | Modifica les dades a Wikidata |
|        | Masia del Forner       | Peramola | masia        |         | 42° 02′ 39″ N, 1° 16′ 41″ E / 42.044146996587°N,1.27818823638846°E  |           |                     | Modifica les dades a Wikidata |
|        | Masia del Racó         | Peramola | masia        |         | 42° 05′ 23″ N, 1° 14′ 25″ E / 42.0897826908834°N,1.24030596271953°E |           |                     | Modifica les dades a Wikidata |
|        | Montlleví              | Peramola | masia        |         | 42° 03′ 37″ N, 1° 14′ 43″ E / 42.0602199515975°N,1.24529217995228°E |           |                     | Modifica les dades a Wikidata |
|        | Puigpinós              | Peramola | masia        |         | 42° 04′ 51″ N, 1° 15′ 20″ E / 42.0807136298684°N,1.25564424641729°E |           |                     | Modifica les dades a Wikidata |
|        | Santmaí                | Peramola | masia        |         | 42° 02′ 21″ N, 1° 15′ 33″ E / 42.039233167123°N,1.2590882102381°E   |           |                     | Modifica les dades a Wikidata |
|        | Santpou                | Peramola | masia        |         | 42° 05′ 50″ N, 1° 15′ 24″ E / 42.0972002347323°N,1.25659510847712°E |           |                     | Modifica les dades a Wikidata |
|        | Solans                 | Peramola | masia        |         | 42° 05′ 55″ N, 1° 17′ 14″ E / 42.0987230183967°N,1.28713625211132°E |           |                     | Modifica les dades a Wikidata |
|        | Torrent                | Peramola | masia        |         | 42° 04′ 30″ N, 1° 15′ 03″ E / 42.07513215719°N,1.2508541828318°E    |           |                     | Modifica les dades a Wikidata |
|        | la Costa de la Torre   | Peramola | masia        |         | 42° 05′ 14″ N, 1° 13′ 50″ E / 42.0871364466294°N,1.23045270133357°E |           |                     | Modifica les dades a Wikidata |
|        | la Creueta             | Peramola | masia        |         | 42° 03′ 09″ N, 1° 16′ 17″ E / 42.0524458978447°N,1.27128155521199°E |           |                     | Modifica les dades a Wikidata |
|        | la Masia               | Peramola | masia        |         | 42° 02′ 29″ N, 1° 15′ 39″ E / 42.0415095211571°N,1.26095803714439°E |           |                     | Modifica les dades a Wikidata |
|        | la Móra de Cortiuda    | Peramola | masia        |         | 42° 04′ 38″ N, 1° 14′ 26″ E / 42.0773413533782°N,1.24063773132037°E |           |                     | Modifica les dades a Wikidata |
|        | la Penella             | Peramola | masia        |         | 42° 06′ 18″ N, 1° 17′ 51″ E / 42.1050272029035°N,1.29741580718429°E |           |                     | Modifica les dades a Wikidata |
|        | la Rectoria            | Peramola | masia        |         | 42° 05′ 13″ N, 1° 13′ 53″ E / 42.0870510267091°N,1.23133769142836°E |           |                     | Modifica les dades a Wikidata |
|        | la Ribera              | Peramola | masia        |         | 42° 03′ 10″ N, 1° 18′ 03″ E / 42.0528260155661°N,1.30094994168141°E |           |                     | Modifica les dades a Wikidata |
|        | lo Solà                | Peramola | masia        |         | 42° 04′ 51″ N, 1° 13′ 50″ E / 42.0807446754605°N,1.23061827020501°E |           |                     | Modifica les dades a Wikidata |

## muntanya
| imatge | Nom                          | Ubicat a                     | instància de                                         | Detalls | coordenades                                                            | Protecció                                                                                        | Commons (més fotos)      | Dades a WD                    |
| ------ | ---------------------------- | ---------------------------- | ---------------------------------------------------- | ------- | ---------------------------------------------------------------------- | ------------------------------------------------------------------------------------------------ | ------------------------ | ----------------------------- |
|        | Agulla del Corb              | Peramola                     | muntanya                                             |         | 42° 04′ 32″ N, 1° 15′ 43″ E / 42.075551°N,1.262076°E 953 msnm          |                                                                                                  | Agulla del Corb          | Modifica les dades a Wikidata |
|        | Roc de Cogul                 | Peramola                     | muntanya                                             |         | 42° 03′ 55″ N, 1° 15′ 56″ E / 42.065286°N,1.26543°E 885 msnm           |                                                                                                  | Roc de Cogul             | Modifica les dades a Wikidata |
|        | Roc de Rumbau                | Peramola                     | muntanya jaciment arqueològic gruta amb art rupestre |         | 42° 04′ 40″ N, 1° 16′ 55″ E / 42.07769°N,1.282081°E                    | bé d'interès cultural lloc component de Patrimoni de la Humanitat bé cultural d'interès nacional | Roc de Rumbau            | Modifica les dades a Wikidata |
|        | Roc de les Dues              | Peramola                     | muntanya                                             |         | 42° 02′ 57″ N, 1° 14′ 56″ E / 42.04913889°N,1.24898333°E 1040.5 msnm   |                                                                                                  |                          | Modifica les dades a Wikidata |
|        | Roca Alta                    | Peramola                     | muntanya                                             |         | 42° 06′ 35″ N, 1° 16′ 09″ E / 42.10961111°N,1.26920694°E 1538.7 msnm   |                                                                                                  |                          | Modifica les dades a Wikidata |
|        | Roca de Coll                 | Coll de Nargó Peramola       | muntanya                                             |         | 42° 07′ 50″ N, 1° 17′ 50″ E / 42.13044444°N,1.297225°E 1122.7 msnm     |                                                                                                  | Roca de Coll             | Modifica les dades a Wikidata |
|        | Roca del Corb                | Peramola                     | muntanya                                             |         | 42° 04′ 38″ N, 1° 15′ 29″ E / 42.07722222°N,1.25796667°E 994 msnm      |                                                                                                  | Roca del Corb (Peramola) | Modifica les dades a Wikidata |
|        | Serra de Montlleví           | la Baronia de Rialb Peramola | muntanya                                             |         | 42° 04′ 03″ N, 1° 13′ 46″ E / 42.06743056°N,1.22948611°E 973.3 msnm    |                                                                                                  |                          | Modifica les dades a Wikidata |
|        | Serra de Sant Honorat        | Peramola                     | muntanya                                             |         | 42° 05′ 02″ N, 1° 16′ 13″ E / 42.083792°N,1.270382°E 1068 msnm         |                                                                                                  | Roques de Sant Honorat   | Modifica les dades a Wikidata |
|        | Tossal de Coll de Creus      | Peramola                     | muntanya                                             |         | 42° 05′ 48″ N, 1° 13′ 28″ E / 42.09652778°N,1.22446389°E 1308.4 msnm   |                                                                                                  |                          | Modifica les dades a Wikidata |
|        | Tossal de Coll de Prat       | Peramola                     | muntanya                                             |         | 42° 06′ 07″ N, 1° 14′ 15″ E / 42.10195556°N,1.23756667°E 1491.7 msnm   |                                                                                                  |                          | Modifica les dades a Wikidata |
|        | Tossal de Cortiuda           | Peramola                     | muntanya                                             |         | 42° 05′ 21″ N, 1° 14′ 32″ E / 42.08922222°N,1.24219722°E 1016 msnm     |                                                                                                  | Tossal de Cortiuda       | Modifica les dades a Wikidata |
|        | Tossal de Nuncarga           | Peramola                     | muntanya                                             |         | 42° 02′ 47″ N, 1° 17′ 12″ E / 42.04647222°N,1.28657222°E 542.3 msnm    |                                                                                                  | Tossal de Nuncarga       | Modifica les dades a Wikidata |
|        | Tossal de Plujo              | Peramola                     | muntanya                                             |         | 42° 02′ 54″ N, 1° 15′ 49″ E / 42.0482°N,1.26349°E 662.9 msnm           |                                                                                                  |                          | Modifica les dades a Wikidata |
|        | Tossal de Remolins           | Coll de Nargó Peramola       | muntanya                                             |         | 42° 07′ 10″ N, 1° 16′ 11″ E / 42.1195°N,1.26982°E 1592.2 msnm          |                                                                                                  |                          | Modifica les dades a Wikidata |
|        | Tossal de Sant Marc          | Peramola                     | muntanya                                             |         | 42° 02′ 48″ N, 1° 14′ 44″ E / 42.04672222°N,1.24546111°E 1079.6 msnm   |                                                                                                  |                          | Modifica les dades a Wikidata |
|        | Tossal de l'Obaga de la Font | Peramola                     | muntanya                                             |         | 42° 06′ 19″ N, 1° 15′ 03″ E / 42.1053°N,1.25091°E 1592.4 msnm          |                                                                                                  |                          | Modifica les dades a Wikidata |
|        | Tossal del Faig              | Coll de Nargó Peramola       | muntanya                                             |         | 42° 07′ 25″ N, 1° 16′ 46″ E / 42.1237°N,1.27933°E 1566.4 msnm          |                                                                                                  |                          | Modifica les dades a Wikidata |
|        | el Coscollet                 | Peramola                     | muntanya                                             |         | 42° 06′ 51″ N, 1° 16′ 03″ E / 42.1141439558°N,1.2675128268°E 1610 msnm |                                                                                                  | El Coscollet             | Modifica les dades a Wikidata |
|        | el Tossal                    | Peramola                     | muntanya                                             |         | 42° 05′ 53″ N, 1° 16′ 16″ E / 42.09808333°N,1.27101944°E 1018 msnm     |                                                                                                  | El Tossal (Peramola)     | Modifica les dades a Wikidata |

## pont
| imatge | Nom                        | Ubicat a | instància de | Detalls                     | coordenades                                                         | Protecció                                  | Commons (més fotos)      | Dades a WD                    |
| ------ | -------------------------- | -------- | ------------ | --------------------------- | ------------------------------------------------------------------- | ------------------------------------------ | ------------------------ | ----------------------------- |
|        | Pont de Peramola           | Peramola | pont         | Estil: arquitectura popular | 42° 03′ 32″ N, 1° 15′ 46″ E / 42.05887°N,1.262754°E                 | bé integrant del patrimoni cultural català | Pont de Peramola         | Modifica les dades a Wikidata |
|        | Pont de l'Eixiu a Peramola | Peramola | pont         | Estil: arquitectura popular | 42° 03′ 17″ N, 1° 16′ 05″ E / 42.054836°N,1.268182°E                | bé integrant del patrimoni cultural català | Pont de l'Eixiu          | Modifica les dades a Wikidata |
|        | Pont de l'Esquella         | Peramola | pont         |                             | 42° 07′ 02″ N, 1° 18′ 15″ E / 42.1173500022731°N,1.30427118191611°E |                                            |                          | Modifica les dades a Wikidata |
|        | Pont de la Penella         | Peramola | pont         |                             | 42° 06′ 25″ N, 1° 17′ 51″ E / 42.1070801354826°N,1.29738504939108°E |                                            |                          | Modifica les dades a Wikidata |
|        | Pont penjant               | Peramola | pont         | Travessa: Segre             | 42° 03′ 53″ N, 1° 17′ 48″ E / 42.064628°N,1.296645°E                | bé integrant del patrimoni cultural català | Pont penjant de Peramola | Modifica les dades a Wikidata |

## serra
| imatge | Nom                | Ubicat a                     | instància de | Detalls | coordenades                                                       | Protecció | Commons (més fotos) | Dades a WD                    |
| ------ | ------------------ | ---------------------------- | ------------ | ------- | ----------------------------------------------------------------- | --------- | ------------------- | ----------------------------- |
|        | serra d'Aubenç     | Peramola Coll de Nargó       | serra        |         | 42° 06′ 51″ N, 1° 16′ 02″ E / 42.11405°N,1.267234°E 1610 msnm     |           | Serra d'Aubenç      | Modifica les dades a Wikidata |
|        | serra de Cal Llac  | Peramola                     | serra        |         | 42° 06′ 15″ N, 1° 16′ 27″ E / 42.1041°N,1.27405°E 1324.1 msnm     |           |                     | Modifica les dades a Wikidata |
|        | serra de Sant Marc | Bassella Peramola            | serra        |         | 42° 02′ 05″ N, 1° 15′ 07″ E / 42.0347°N,1.25185°E 839 msnm        |           |                     | Modifica les dades a Wikidata |
|        | serra de l'Arçosa  | la Baronia de Rialb Peramola | serra        |         | 42° 02′ 45″ N, 1° 13′ 50″ E / 42.04572222°N,1.23065°E 1070.9 msnm |           |                     | Modifica les dades a Wikidata |
|        | serrat de Ramoneda | la Baronia de Rialb Peramola | serra        |         | 42° 04′ 33″ N, 1° 12′ 23″ E / 42.0758°N,1.20639°E 876.1 msnm      |           |                     | Modifica les dades a Wikidata |

## vèrtex geodèsic
| imatge | Nom       | Ubicat a | instància de    | Detalls   | coordenades                                                        | Protecció | Commons (més fotos) | Dades a WD                    |
| ------ | --------- | -------- | --------------- | --------- | ------------------------------------------------------------------ | --------- | ------------------- | ----------------------------- |
|        | Coscollet | Peramola | vèrtex geodèsic | Alt: 1.2m | 42° 06′ 51″ N, 1° 16′ 03″ E / 42.114136°N,1.267523°E 1611.694 msnm |           |                     | Modifica les dades a Wikidata |
|        | San Marc  | Peramola | vèrtex geodèsic | Alt: 1.2m | 42° 02′ 48″ N, 1° 14′ 44″ E / 42.046739°N,1.245447°E 1079.684 msnm |           |                     | Modifica les dades a Wikidata |

## Misc
| imatge | Nom                           | Ubicat a                        | instància de                                  | Detalls                                                        | coordenades                                                                                       | Protecció                                            | Commons (més fotos)           | Dades a WD                    |
| ------ | ----------------------------- | ------------------------------- | --------------------------------------------- | -------------------------------------------------------------- | ------------------------------------------------------------------------------------------------- | ---------------------------------------------------- | ----------------------------- | ----------------------------- |
|        | Casa forta de Peramola        | Peramola                        | casa forta                                    | Estil: arquitectura romànica 12nd century                      | 42° 03′ 09″ N, 1° 16′ 09″ E / 42.0526055556°N,1.26907777778°E 560 msnm                            | bé d'interès cultural bé cultural d'interès nacional | Torre dels Moros de Peramola  | Modifica les dades a Wikidata |
|        | Castell de Peramola           | Peramola                        | castell                                       | Estil: arquitectura romànica arquitectura popular 11st century | 42° 03′ 28″ N, 1° 16′ 04″ E / 42.0578°N,1.267714°E ca:Carrer Cap de Carrer 575 msnm               | bé d'interès cultural bé cultural d'interès nacional | Castell de Peramola           | Modifica les dades a Wikidata |
|        | Grau d'Oliana                 | Oliana Peramola                 | canyó                                         |                                                                | 42° 05′ 22″ N, 1° 17′ 34″ E / 42.089369°N,1.292787°E 442 msnm                                     |                                                      | Grau d'Oliana                 | Modifica les dades a Wikidata |
|        | Safareig de Peramola          | Peramola                        | safareig                                      | Estil: arquitectura popular                                    | 42° 03′ 30″ N, 1° 16′ 02″ E / 42.05839°N,1.26735°E                                                | bé integrant del patrimoni cultural català           | Safareig de Peramola          | Modifica les dades a Wikidata |
|        | Segre                         | Catalunya Pirineus Orientals    | riu curs d'aigua riu aurífer                  | Desemboca: Ebre Llarg: 265km Conca: 22400km²                   | 42° 24′ 09″ N, 2° 06′ 30″ E / 42.4025°N,2.1084°E 41° 21′ 48″ N, 0° 18′ 16″ E / 41.3633°N,0.3044°E |                                                      | Segre River                   | Modifica les dades a Wikidata |
|        | Serra d'Aubenç i Roc de Cogul | Coll de Nargó Peramola Bassella | àrea protegida Pla d'Espais d'Interès Natural | 1992 Superfície: 6796.54901ha                                  | 42° 06′ 41″ N, 1° 15′ 37″ E / 42.11134°N,1.2603080555555557°E                                     |                                                      | Serra d'Aubenç i Roc de Cogul | Modifica les dades a Wikidata |
|        | Túnel de Castell-llebre       | Peramola                        | túnel                                         |                                                                | 42° 05′ 34″ N, 1° 17′ 21″ E / 42.0926469265635°N,1.28914982490052°E                               |                                                      |                               | Modifica les dades a Wikidata |
|        | cal Ribó                      | Peramola                        | casa                                          | Estil: arquitectura popular 17th century                       | 42° 03′ 26″ N, 1° 16′ 04″ E / 42.057339°N,1.26779°E ca:Plaça Josep Roca, 31 567 msnm              | bé integrant del patrimoni cultural català           | Cal Ribó (Peramola)           | Modifica les dades a Wikidata |
|        | casa consistorial de Peramola | Peramola                        | casa consistorial                             |                                                                | 42° 03′ 28″ N, 1° 16′ 06″ E / 42.0578411°N,1.2682016°E                                            |                                                      |                               | Modifica les dades a Wikidata |
|        | cementiri de Peramola         | Peramola                        | cementiri                                     |                                                                | 42° 03′ 55″ N, 1° 16′ 48″ E / 42.0652950254729°N,1.28009449812308°E                               |                                                      |                               | Modifica les dades a Wikidata |